# Pacte Ebert-Groener
Le pacte Ebert-Groener est un accord oral passé au début de la révolution allemande de 1918, le 10 novembre, entre Friedrich Ebert, président du Parti social-démocrate (SPD) et chancelier d’Allemagne depuis la veille, et Wilhelm Groener au nom du commandement suprême de l’armée de terre (OHL) : Groener y assure Ebert de la loyauté des forces armées et Ebert promet d’agir rapidement contre la gauche révolutionnaire. 
L’idée d’Ebert était de garantir un passage sans heurt à la démocratie, celle de Groener de préserver le statut traditionnel de l’armée dans le pays, celui d’un « État dans l’État » : ils se rejoignaient ainsi dans l’objectif de faire échec à une révolution socialiste.
Ce pacte va permettre à Ebert de résister à la pression de sa gauche, mais au prix d’une fracture entre son parti et les autres organisations socialistes, qui l’accuseront de s’allier à l’ennemi. Il conserve à l’armée sa très large autonomie vis-à-vis des autorités civiles, ce qui mettra les gouvernements successifs de la République de Weimar dans la dépendance du bon ou du mauvais vouloir du haut commandement.

## Contexte historique
Historiquement, le gouvernement civil allemand et le commandement suprême de l’armée (OHL) étaient indépendants l’un de l’autre, l’armée n’étant responsable que devant l’empereur et non devant le chancelier. Au fil de la Première Guerre mondiale, le commandement militaire est toutefois devenu le détenteur réel du pouvoir politique. Et au sein de ce commandement, c’est le général Erich Ludendorff, quartier-maître général de l’armée de terre, qui prend toutes les décisions importantes, même s’il ne vient qu’en second dans la hiérarchie, après Hindenburg.
Le 29 septembre 1918, à Spa (en Belgique occupée, où est établi l’état major), Ludendorff avertit le gouvernement du Reich de la défaite qui se profile. Pour protéger l’armée de la responsabilité de la défaite, il propose alors à l’empereur et à Hindenburg une réforme constitutionnelle : parlementarisation de la monarchie et transfert du pouvoir à la majorité du Reichstag, où les sociaux-démocrates constituent le groupe le plus fort. Ainsi, ce sera à ce nouveau gouvernement de porter le blâme de la demande d'armistice. Ce plan est adopté et mis à exécution. Un prince modéré, Max de Bade, accepte le poste de chancelier et formule une demande d’armistice le 4 octobre. Mais le président américain Woodrow Wilson pose des conditions assez compliquées et, tandis que les négociations traînent, Ludendorff change d'avis et se met à prôner la guerre à outrance en menaçant de démissionner ; sa démission est acceptée le 26 octobre et il est remplacé par le général Groener.
La guerre n'étant toujours pas terminée officiellement, le commandement de la Flotte a entre-temps décidé de son propre chef, le 24 octobre, de lancer une grande offensive en mer du Nord. Les matelots se révoltent. Mutineries, élections de conseils de soldats et d’ouvriers, grèves et manifestations se propagent en quelques jours dans tout le pays, et le 9 novembre, à Berlin, Max de Bade, débordé, annonce (faussement) l’abdication de l’empereur et remet son poste de chef du gouvernement à Ebert, qui reprend le Cabinet tel quel. En même temps, des révolutionnaires animés notamment par l’USPD, scission de gauche du SPD, s’organisent et convoquent pour le lendemain soir 10 novembre une assemblée de délégués ouvriers et soldats, qui aura à élire un « Conseil des commissaires du peuple ». À l’issue d’une séance agitée, Ebert est élu président de ce conseil, composé de trois membres du SPD et de trois membres de l’USPD. Il se retrouve ainsi dans la position politique étrange d’occuper à la fois les deux sommets d’un double pouvoir.
De son côté, Groener s’est efforcé, depuis sa nomination, de maintenir la continuité du front de l’Ouest, tout en participant activement, à Spa, à la discussion politique autour de l’empereur.

## Naissance du pacte
Le 10 novembre au soir, après l’élection du Conseil des commissaires du peuple, Ebert revient à la chancellerie et est appelé au téléphone par Groener sur une ligne secrète dont il ignorait l’existence et qui relie directement le haut commandement au chef du gouvernement. C’est lors de cet entretien que le pacte est conclu. Ebert n’en a jamais parlé et l’on ne possède comme source que ce qu’en a dit ou écrit Groener par la suite : la première fois, en 1924, dans un témoignage en faveur d’Ebert à l’occasion d’un procès en diffamation que celui-ci a intenté à un journaliste qui l’accusait d’avoir trahi la patrie ; plus tard, notamment, dans ses mémoires publiés en 1957 : « Le soir [du 10 novembre 1918], j’appelai la Chancellerie et informai Ebert que l’armée se tenait à sa disposition, mais qu’en retour le maréchal [Hindenburg] et le corps des officiers attendaient le soutien du gouvernement en matière de maintien de l’ordre public et de discipline dans l’armée. Le corps des officiers, expliquai-je, exige du gouvernement qu'il combatte le bolchevisme, et il est prêt à être investi dans cette tâche. Ebert accepta mon offre d’alliance. De ce jour, nous avons conféré tous les soirs sur les mesures à prendre, par le moyen d’une ligne [téléphonique] secrète entre la chancellerie et le haut commandement. L’alliance a bien fonctionné ».

## Mise en œuvre
En effet, dans les semaines suivantes, les efforts de « rétablissement de l’ordre » suivent les plans élaborés en commun. La première opération prévue est « l’entrée dans la ville [Berlin] de dix divisions [de l’armée de l’Ouest libérée par l’armistice] en ordre de marche. Le commissaire du peuple Ebert était pleinement d’accord. [...] Nous avons élaboré un programme militaire sur plusieurs jours.[...] Berlin devait être désarmé, nettoyé de ses spartakistes, etc. Tout cela était prévu jour par jour pour chacune des divisions », témoignera Groener sous serment lors du procès en diffamation de 1924. Cette première opération échoue car les soldats de ces dix divisions voulaient surtout rentrer chez eux, mais la coopération se poursuit au moins jusqu’en janvier, avec un succès grandissant de la répression.

## Conséquences à long terme
L’alliance entre Groener et Ebert va avoir, à long terme, des conséquences nettement négatives, car elle fait l’impasse sur la création d’une armée républicaine. Elle permet au SPD d’éviter une longue guerre civile, mais au prix d'une lourde répression. Les excès de violence de la part de soldats contre-révolutionnaires avec l’assentiment assumé du SPD font perdre à celui-ci une partie de ses troupes : de nombreux militants rejoignent l’USPD ou le tout nouveau parti communiste (KPD) fondé fin décembre par le groupe Spartakus. La rancœur d’une partie du mouvement ouvrier contre la « trahison » du SPD sera l’une des faiblesses de la république de Weimar et empêchera la formation d’un front commun contre la montée de Hitler. Les anciennes élites militaires, administratives et culturelles de l’empire, ouvertement hostiles à la démocratie, importées telles quelles dans la nouvelle république, en constitueront de dangereux ennemis intérieurs. Il n’y aura aucune tentative de placer à des postes importants un personnel nouveau animé de sentiments démocratiques ; les Conseils, dans leur majorité SPD, qui auraient pu jouer ici un rôle, votent leur propre dissolution après s’être prononcés le 16 décembre 1918 pour une république parlementaire. La Reichswehr, nouvelle armée autorisée par le traité de Versailles, se montre fort efficace contre le « soulèvement spartakiste » de janvier 1919, mais ses chefs refuseront l’obéissance contre les putschistes de Kapp en 1920. Bref, l’« État dans l’État » s’est bien vite rétabli dans ses prérogatives, aux dépens de la démocratie.